# 250-Meilen-Rennen von Daytona 1981, 1. Rennen
Das 250-Meilen-Rennen von Daytona 1981, auch Summer Speed Week 81 (Paul Revere 250), Daytona International Speedway, fand im Rahmen der Summer Speed Week am 4. Juli dieses Jahres auf dem Daytona International Speedway statt. Das Rennen war der zwölfte Lauf der IMSA-GTP-Serie 1981.

## Das Rennen
Der zwölfte Saisonlauf der IMSA-GTP-Serie dieses Jahres brachte einen neuen Sieger. Der Kolumbianer Mauricio de Narváez gewann als Partner von Hurley Haywood zum ersten Mal ein Rennen dieser Rennserie. Der Vorsprung von zwei Runden auf die zweitplatzierten Dave Cowart und Kenper Miller fiel deutlich aus.

## Ergebnisse

### Schlussklassement
| 1               | GTX | 46 | de Narváez Enterprises        | Mauricio de Narváez Hurley Haywood | Porsche 935J        | 65 |
| 2               | GTO | 25 | Red Lobster Racing            | Dave Cowart Kenper Miller          | BMW M1              | 63 |
| 3               | GTX | 18 | JLP Racing                    | John Paul junior                   | Porsche 935 JLP-3   | 62 |
| 4               | GTO | 24 |                               | Ren Tilton                         | Porsche 934         | 60 |
| 5               | GTU | 23 | Raytown Datsun                | Dick Davenport                     | Datsun 280ZX        | 59 |
| 6               | GTU | 85 | Logan Blackburn               | Logan Blackburn                    | Datsun 280ZX        | 58 |
| 7               | GTX | 0  | Interscope Racing             | Ted Field Bill Whittington         | Porsche 935K3/80    | 57 |
| 8               | GTU | 55 | Mandeville Racing             | Roger Mandeville Amos Johnson      | Mazda RX-7          | 56 |
| 9               | GTU | 82 | Trinity Racing                | Jim Cook John Casey                | Mazda RX-7          | 56 |
| 10              | GTU | 50 | Downing Atlanta               | Jim Downing                        | Mazda RX-7          | 56 |
| 11              | GTU | 81 |                               | Bob Speakman                       | Datsun Z            | 55 |
| 12              | GTU | 38 | Ron Case                      | Ron Case                           | Porsche 911         | 55 |
| 13              | GTU | 01 |                               | Kurt Roehrig Dave White            | Porsche 911         | 55 |
| 14              | GTO | 37 | Kendco Ent. Ed Kuhel          | Dick Neland Ed Kuhel               | Chevrolet Camaro    | 55 |
| 15              | GTO | 29 |                               | Hoyt Overbagh                      | Chevrolet Monza     | 53 |
| 16              | GTU | 6  | Bon Temps Racing              | Ron Reed                           | Datsun 240Z         | 53 |
| 17              | GTX | 52 |                               | Fred Snow Jack Swanson             | Chevrolet Camaro    | 53 |
| 18              | GTX | 9  | Garretson Racing              | Bobby Rahal Bob Garretson          | Porsche 935K3/80    | 50 |
| 19              | GTO | 60 | Bob’s Speed Products          | Bob Lee                            | AMC AMX             | 46 |
| 20              | GTX | 10 | Fuchs-Whitaker Racing         | Jimmy Tumbleston                   | Chevrolet Camaro    | 43 |
| Ausgefallen     |     |    |                               |                                    |                     |    |
| 21              | GTX | 74 |                               | Del Russo Taylor                   | Chevron GTP         | 48 |
| 22              | GTO | 63 |                               | Bill Nelson Dale Kreider           | Pontiac Firebird    | 42 |
| 23              | GTX | 84 | Scorpio Racing                | Enrique Molins Eduardo Barrientos  | Porsche 935M16      | 39 |
| 24              | GTO | 48 | Dynasales                     | John Carusso                       | Chevrolet Corvette  | 32 |
| 25              | GTO | 8  |                               | Irwin Ayes Al White                | Chevrolet Corvette  | 27 |
| 26              | GTO | 39 |                               | Glenn Worthington Rick Kump        | Chevrolet Camaro    | 26 |
| 27              | GTO | 42 |                               | Joe Cotrone                        | Chevrolet Corvette  | 24 |
| 28              | GTU | 22 |                               | Robert Overby                      | Porsche 914/6       | 22 |
| 29              | GTO | 15 | D. L. Performance Engineering | Doug Lutz                          | Porsche Carrera RSR | 22 |
| 30              | GTO | 78 |                               | Paul Metz                          | Plymouth Barracuda  | 17 |
| 31              | GTU | 11 | Dan Veach                     | Dan Veach                          | Mazda RX-7          | 11 |
| 32              | GTX | 44 | Stratagraph Inc.              | Billy Hagan                        | Chevrolet Camaro    | 9  |
| 33              | GTX | 00 | Interscope Racing             | Bill Whittington                   | Porsche 935K3/80    | 8  |
| 34              | GTU | 66 | Jack Dunham                   | Jack Dunham                        | Mazda RX-7          | 7  |
| 35              | GTU | 71 | Morgan Performance Group      | Charles Morgan                     | Datsun 280ZX        | 3  |
| 36              | GTO | 05 |                               | Tico Almeida                       | Porsche Carrera RSR | 3  |
| 37              | GTX | 97 |                               | Don Cummings                       | Chevrolet Monza     | 2  |
| Nicht gestartet |     |    |                               |                                    |                     |    |
| 38              | GTX |    | John Fitzpatrick Racing       | John Fitzpatrick                   | Porsche 935K3/80    | 1  |

1 Unfall im Training

### Nur in der Meldeliste
Zu diesem Rennen sind keine weiteren Meldungen bekannt.

### Klassensieger
| Klasse | Fahrer              | Fahrer         | Fahrzeug     | Platzierung im Gesamtklassement |
| ------ | ------------------- | -------------- | ------------ | ------------------------------- |
| GTX    | Mauricio de Narváez | Hurley Haywood | Porsche 935J | Gesamtsieg                      |
| GTO    | Dave Cowart         | Kenper Miller  | BMW M1       | Rang 2                          |
| GTU    | Dick Davenport      |                | Datsun 280ZX | Rang 5                          |

### Renndaten
- Gemeldet: 38
- Gestartet: 37
- Gewertet: 20
- Rennklassen: 3
- Zuschauer: unbekannt
- Wetter am Renntag: unbekannt
- Streckenlänge: 6,179 km
- Fahrzeit des Siegerteams: 2:17:30,113 Stunden
- Gesamtrunden des Siegerteams: 65
- Gesamtdistanz des Siegerteams: 401,692 km
- Siegerschnitt: 175,280 km/h
- Pole Position: Hurley Haywood – Porsche 935J (#46) – 1:45,423 – 211,032 km/h
- Schnellste Rennrunde: Bill Whittington – Porsche 935K3/80 (#00) – 1:47,180 – 207,572 km/h
- Rennserie: 12. Lauf zur IMSA-GTP-Serie 1981